# Un flic dans la mafia
Pour les articles homonymes, voir Wise Guys (homonymie).
Un flic dans la mafia (Wiseguy) est une série télévisée américaine en un pilote de 90 minutes et 73 épisodes de 47 minutes, créée par Stephen J. Cannell et Frank Lupo et dont 70 épisodes ont été diffusés entre le 16 septembre 1987 et le 8 décembre 1990 sur le réseau CBS.
En France, la série a été diffusée à partir du 4 avril 1988 sur Canal+. Rediffusion sur TF1. Puis sur IDF1, NT1, RTL9 et AB4.

## Synopsis
Vincent Terranova (dit Vinnie) est un agent de l'OCB (Organized Crime Bureau) qui, pour peaufiner sa couverture, a passé 18 mois en prison dans le New Jersey, histoire de se faire quelques connaissances du milieu et un CV pour sa sortie, au point que même sa mère le croit appartenir à la pègre. Cela lui permet d'infiltrer la mafia locale et de se rapprocher de pontes, puis de rédiger des rapports pour son supérieur, Frank McPike. Une seule chose les intéresse : le flagrant délit, seul cas qui peut faire couler la mafia.

## Distribution
- Ken Wahl (VF : Michel Vigné) : Vincent Terranova (saisons 1 à 3)
- Jonathan Banks (VF : Jean-Claude Balard) : Frank McPike
- Jim Byrnes (VF : Christian Pélissier) : Oncle Mike (Daniel Benjamin Burroughs)
- Gerald Anthony (en) : Père Pete Terranova (saisons 1 à 2)
- Elsa Raven : Carlotta Terranova (Aiuppo) (saisons 1 à 3)
- Ray Sharkey : Sonny Steelgrave (saison 1)
- Joe Dallesandro : Paul « Pat the Cat » Patrice (saison 1)
- Dennis Lipscomb (en) : Sid Royce / Elvis Prim (saison 1)
- Annette Bening : Karen Leland (saison 1)
- David Marciano : Lorenzo Steelgrave (saison 1)
- William Russ : Roger Lococco (saison 1 et 3)
- Joan Severance : Susan Profitt (saison 1)
- Kevin Spacey : Mel Profitt (saison 1)
- Jerry Lewis (VF : Roger Carel) : Eli Sternberg (saison 2)
- Ron Silver (VF : José Luccioni) : David Sternberg (saison 2)
- Stanley Tucci : Enrico « Ricky » Pinzolo (saison 2)
- Tim Curry : Winston Newquay (saison 2)
- Patti D'Arbanville : Theresa « Amber » Twine (saison 2)
- Deborah Harry : Diana Price (saison 2)
- Dwight Koss : Mark Cermak (saisons 1 à 3)
- Ken Jenkins : Paul Beckstead (saisons 2 à 3)
- Robert Davi (VF : Luc Bernard) : Albert Cerrico (saison 3)
- Maximilian Schell : Armado Guzman (saison 4)
- Steven Bauer (VF : Guy Chapellier) : Michael Santana (saison 4)
- Cecil Hoffman (en) : Avocat Hilary Stein (saison 4)
- Billy Dee Williams : Jesse Hains (saison 4)
- Martika : Dahlia Mendez (saison 4)

 Source et légende : version française (VF) sur RS Doublage.

## Épisodes

### Première saison (1987-1988)
Elle a été diffusée du 16 septembre 1987 au 28 mars 1988.
L'affaire Steelgrave (épisodes 1 à 9)
Après avoir purgé 18 mois au pénitencier pour protéger sa couverture, l'agent fédéral Vinnie Terranova est déchiré entre le désir d'avouer à sa mère qu'il n'est pas un vulgaire voyou, et sa mission d'infiltration du milieu du grand banditisme. L'assassinat de son mentor par Dave Steelgrave, parrain d'Atlantic City, met un terme à son dilemme. Il réussit à convaincre l'OCB (Organized Crime Bureau, branche du FBI) de lui laisser cette affaire, et reçoit comme objectif de capter la confiance de Sonny Steelgrave, le frère de Dave. L'assassinat de Dave par un gang rival projette Sonny au rang de parrain, et Vinnie en tant que second de Sonny. Cette place lui coûte le rejet définitif de sa famille ; seul son frère, le père Pete, puis sa mère finiront par être au courant de ce double jeu.
Mais l'assassinat de Dave a affaibli la famille Steelgrave : Mack Pas de monnaie Mahoney, parrain de Philadelphie, et Paul Le Chat Patrice, parrain de New York, ont des intérêts à Atlantic City, et s'impliquent de plus en plus dans les affaires de Sonny, tout en essayant de l'évincer. Après s'être assuré du soutien de Mahoney, Steelgrave, à son enterrement de vie de garçon, étrangle Patrice alors qu'il lui avait demandé d'être son témoin, et que celui-ci avait décidé de le tuer le matin de son mariage. La police débarque alors, et Sonny comprend qui l'a trahi : Vinnie, devenu petit à petit son frère de remplacement. Après une bagarre contre Vinnie, et comprenant qu'il ne peut échapper à la prison, Sonny se suicide en s'électrocutant.
Roger Lococco et les Profitt (épisodes 10 à 21)
McPike donne une nouvelle mission à Vinnie : coincer Roger Lococco, tueur à gages. Vinnie se retrouve engagé en tant que garde du corps par la fratrie Profitt : Mel et sa sœur Susan, tous deux extrêmement intelligents et psychologiquement fragiles. Roger devient petit à petit proche de Vinnie, qui ne sait plus comment faire avec un Mel de plus en plus instable. Il tombe amoureux de Susan, que son frère, extrêmement jaloux, surveille constamment. Après qu'un ancien lieutenant de Mahoney lui a tiré dessus, Vinnie doit gérer la mort de Mel, immolé après son décès par Susan. Celle-ci devient folle et est enfermée à l'asile, après avoir fait croire à Vinnie qu'elle était enceinte de lui.
Mais Roger est toujours en service, et organise un coup d'état sur l'île Pavot, besogne refusée puis regrettée par Profitt. Roger doit également liquider Vinnie, jugé encombrant par son employeur, Herb Ketcher, agent de la CIA. Lococco engage des mercenaires, qui enlèvent McPike et le tuent. Du moins est-ce ce que Roger fait croire à Ketcher : dégoutté de son travail et convaincu par Vinnie, Lococco a passé un accord avec le FBI. Ketcher doit passer en commission d'enquête pour répondre de ses agissements dans le coup d'état, et préfère se suicider plutôt que de risquer le courroux de ses employeurs. Roger disparait de la circulation.
Liste des épisodes
1. Un flic dans la mafia (Wiseguy) 90 minutes ;
2. Du sang neuf (New Blood) ;
3. L'Homme qui a perdu ses billes (The Loose Cannon) ;
4. Bon anniversaire (The Birthday Surprise) ;
5. Double couverture (One on One) ;
6. Le Fils prodigue (Prodigal Son) ;
7. Un contrat est un contrat (A Deal's a Deal) ;
8. Bienvenue dans la famille (The Marriage of Heaven and Hell) ;
9. Tu sortiras les pieds devant (No One Gets Out of Here Alive) ;
10. Les Derniers Sacrements (Last Rites for Lucci) ;
11. La Rencontre (Independent Operator) ;
12. Une flamme fascinante (Fascination for the Flame) ;
13. Du rififi en montagne (Smokey Mountain Requiem) ;
14. Le Joueur supplémentaire (Player to be Named Now) ;
15. Le Marchand de mort (The Merchant of Death) ;
16. Objectif atteint (Not For Nothing) ;
17. L'empire s'effondre (Squeeze) ;
18. Le sort en est jeté (Blood Dance) ;
19. Le Fantôme de la douleur (Phantom Pain) ;
20. M. Lococco, mercenaire (Dirty Little Wars) ;
21. Rendez-vous avec un ange (Date with an Angel).

### Deuxième saison (1988-1989)
Elle a été diffusée du 26 octobre 1988 au 24 mai 1989.
La Suprématie Blanche (épisodes 1 à 4)
Vinnie décide, malgré l'avis de McPike et de Beckstead, le supérieur de McPike, d'infiltrer une organisation raciste menée par Knox Pooley, lorsque son frère Pete est tué par l'un d'entre eux. Pooley est aidé par Calvin Hollis : autant Pooley est complètement hypocrite, autant Calvin est fanatique. Hollis sera arrêté pour meurtre, mais Pooley s'en tirera et partira en Floride vendre des propriétés aux retraités juifs.
Dans le même temps, sa mère sort avec Don Aiuppo, un mafieux local, qu'elle a aimé dans sa jeunesse avant de le rejeter lorsqu'il s'est engagé dans le crime. Les supérieurs de Vinnie remettent alors en cause sa loyauté. Carlotta finira par épouser Don Aiuppo, avec la bénédiction de Vinnie.
L'Affaire Sternberg (épisodes 6 à 10)
Eli Sternberg, un industriel de la confection new-yorkais qui a besoin d'argent, décide d'emprunter deux millions de dollars à un truand nommé Pinzolo. Mais David Sternberg, son fils, alerte les autorités fédérales : Vinnie est alors chargé de l'affaire, et se fait embaucher par Pinzolo, jusqu'à ce qu'il s'effondre, blessé par un usurier à la petite semaine. McPike fait alors appel à un ancien membre de l'OCB, John Henry Raglin. Celui-ci remplace Terranova auprès de Pinzolo, et découvre que celui-ci est en train de mettre la main sur les entreprises des Sternberg, grâce à Carole Goldman, la nièce d'Eli.
David est terrassé par le stress causé par la nouvelle ; Eli offre à Raglin de l'argent pour abattre Pinzolo, afin de venger la mort de son fils. Carole, désolée de la mort de David, tente de confondre Pinzolo, mais celui-ci l'étouffe avant de tenter de s'enfuir au Maroc. Raglin le rejoint et veut l'abattre, mais McPike intervient. Malheureusement, Pinzolo comprend alors que Raglin, et donc Terranova, sont des agents fédéraux : Raglin trouve une raison de plus de le tuer, ce qu'il fait immédiatement. Il est renvoyé, et McPike retourne trouver Terranova.
Dead Dogs Records (épisodes 13 à 20)
McPike demande à Vinnie un coup de main pour l'aider : sa femme Jenny a une maladie cardiaque. Vinnie organise alors une transplantation en utilisant les fonds du Bureau.
Mais Vinnie a été blessé gravement durant ses dernières missions, et est désormais dépendant de ses calmants ; il est alors envoyé en maison de repos. Malheureusement, un des anciens employés de l'OCB, dépressif et vindicatif, est également enfermé avec lui, et s'arrange pour que le séjour de Vinnie se passe dans les pires conditions.
Puis Vinnie, à peine remis de cette cure, est mis à la tête d'une maison de musique, Dead Dog Records, avec le soutien logistique de Bobby Travis. Cette maison, créée par le Bureau pour une affaire de drogue, est remise à l'OCB l'enquête terminée. Chargé de mesurer le degré de corruption de cette branche de l'industrie, il décide de relancer la carrière de Diana Price, puis de vendre la compagnie à Radiance Recordings, un label possédé par les époux Twine. Ceux-ci font partie de ses cibles, tout comme Walter Newquay, dirigeant d'une major, qui finit par couler Isaac Twine. Celui-ci accepte d'aider Terranova pour se venger de Newquay, mais ce dernier est relaxé. Twine décède de maladie, et Newquay fait une dépression nerveuse sur sa tombe. L'enquête est abandonnée.
Liste des épisodes
1. Retraite anticipée (Going Home) ;
2. Pooley aux heures mornes (School of Hard Knox) ;
3. La Revanche de la race inférieure (Revenge of the Mud People) ;
4. Apocalypse (Last of the True Believers) ;
5. La Passion de Don Aiuppo (Aria for Don Aiuppo) ;
6. M. Pinzolo, seigneur de la 7e avenue (7th Avenue Freeze Out) ;
7. Mon fils (Next of Kin) ;
8. Tout ou rien (All or Nothing) ;
9. Mort sur la 7e avenue (Where's the Money) ;
10. Une carte postale du Maroc (Postcard from Morocco) ;
11. Un million de dollars tombés du ciel (Stairway to Heaven) ;
12. Virus informatique (White Noise) ;
13. Vinnie dans le show-biz (Dead Dog Lives) ;
14. Cendrillon (And it Comes Out Here) ;
15. Tu vas craquer, Sammy (The Rip-Off Stick) ;
16. La Valse des dollars (High Dollar Bop) ;
17. Magouilles et show-biz (Hip Hop on the Gravy Train) ;
18. Un disque pirate hors de prix (The One that Got Away) ;
19. La Valse à deux temps (Living and Dying in 4/4 Time) ;
20. Le poisson prend la mouche (Call it Casaba) ;
21. Les Larmes d'amour - 1re partie (The Four-Letter Word - Part 1) ;
22. Les Larmes d'amour - 2e partie (Le Lacrime de Amore - Part 2).

### Troisième saison (1989-1990)
Elle a été diffusée du 20 septembre 1989 au 18 avril 1990.
Guerre dans la mafia (épisodes 21 et 22 (saison 2) + épisodes 1 à 4 (saison 3))
Don Aiuppo, beau-père de Vinnie, est blessé gravement lors d'une tentative de meurtre sur sa personne. Vinnie est propulsé alors temporairement à la tête de la Commission de la Mafia locale. Il tente alors de mettre à bas les mafieux composant cette commission, jusqu'à ce qu'il découvre qu'Aiuppo le manipule pour se venger de ses rivaux. Furieux, il lui annonce qu'il ne veut plus qu'Aiuppo s'approche de lui ou de sa famille. En retour, Aiuppo lui annonce qu'il est au courant de sa couverture, par le biais d'un appel à oncle Mike.
Opération Yen (épisodes 9 à 12)
Vinnie est chargé par le ministère de la Justice de mener une enquête sur la contrefaçon du Yen. Il s'agit en fait d'un complot voulant organiser la dévaluation du Yen (comme l'Opération Bernhard), et organisé par d'anciens partenaires de Mel Profitt, qui ont bien l'intention de mettre le tout sur le dos de Vinnie une fois l'opération achevée. Le plan échoue pourtant en cours de route, mais Vinnie est tout de même soumis à une enquête, qu'une tierce partie vient éclairer et lui permettre d'être innocenté.
Linchboro/Seattle (épisodes 16 à 22)
Vinnie est adjoint du shériff dans une ville de l'état de Washington, dirigée d'une main de fer par Mark Volchek. Sur le point d'aboutir, Terranova est témoin du suicide par électrocution du shériff, ce qui lui provoque des hallucinations dans lesquelles il rencontre Sonny Steelgrave et son frère Pete Terranova.
Incapable de continuer l'enquête, Vinnie est transféré sur une autre enquête, moins difficile. Il fait appel à Roger Lococco, qui, travaillant de concert avec McPike, finit par faire tomber Volchek. Celui-ci part à la recherche de Terranova, tout en étant poursuivi par McPike. Terranova, poursuivi par des tueurs engagé par son nouveau patron, un industriel pharmaceutique revendant ses médicaments périmés, trouve refuge dans une église. C'est là que McPike le retrouve, et est gravement blessé par Volchek en tentant de protéger Vinnie, qui abat le criminel.
Liste des épisodes
1. La Succession (A Rightful Place) ;
2. Il faut être digne d'un Don (Battle of the Barge) ;
3. Les Fautes de nos pères (Sins of the Father) ;
4. L'Héroïne crack (Heir to the Throne) ;
5. Abstinence (Sleepwalk) ;
6. Quel souvenir auront-ils de moi ? (How Will They Remember Me?) ;
7. L'Oncle Mike prend un coup de vieux (People Do it All the Time) ;
8. Denise (Reunion) ;
9. Le Premier Jour (Day One) ;
10. Le Quatrième Jour (Day Four) ;
11. Le Septième Jour (Day Seven) ;
12. Le Neuvième Jour (Day Nine) ;
13. McPike père et fils (Meet Mike McPike) ;
14. Avez-vous déjà vendu des chaussures ? (To Die in Bettendorf) ;
15. Gambades (Romp) ;
16. Quand Vinnie fume le cigare (A One Horse Town) ;
17. La Voix de son maître (His Master's Voice) ;
18. Salut p'tite tête ! (Hello Buckwheat) ;
19. Le Grand Frisson (Let Them Eat Cake) ;
20. Le Déluge (Meltdown) ;
21. Le Sanctuaire (Sanctuary) ;
22. Descendez, on vous demande (Brrump-Bump).

### Quatrième saison (1990)
Elle a été diffusée du 10 novembre au 8 décembre 1990.
Miami
Vinnie Terranova, après une mission à Miami, a disparu. McPike fait équipe avec un ancien adjoint du procureur, Michael Santana, pour retrouver sa trace : ils découvrent que Vinnie a été assassiné par la mafia américano-cubaine, menée par Armando Guzman. Avec l'aide du procureur Hillary Stein, ils démantèlent l'organisation.
New York
Alors que McPike a convaincu Santana d'intégrer l'OCB, celui-ci est fermé pour raisons budgétaires. McPike, Santana et "Oncle Mike" sont recrutés par le procureur de New York, afin de lutter contre la drogue dans les bas-fonds new-yorkais, notamment dans un lycée tenu par Jesse Hains, un enseignant sévère mais pétri d'humanité.
Liste des épisodes
1. La Mano Blanco - 1re partie (Fruit of the Poisonous Tree - Part 1) ;
2. La Mano Blanco - 2e partie (Fruit of the Poisonous Tree - Part 2) ;
3. L'Or noir (Black Gold) ;
4. Le Fusil (The Gift) ;
5. La Trasmutation (La Mina) ;
6. Une protection pour l'archange Lucifer (Witness Protection for the Archangel Lucifer) ;
7. Oncle Mike (Point of No Return) ;
8. Ça déboulonne (Dead Right) ;
9. On change de maison (Changing Houses).

## Commentaire
- Ken Wahl fut remplacé en milieu de deuxième saison car il s'était brisé une cheville sur le plateau.
- Il n'est pas présent durant la dernière saison, car un important différend l'opposa aux producteurs. Cette saison, à cause de la baisse d'audience, fut arrêtée par CBS et la série s'arrêta en cours de route.

## Téléfilm
Un téléfilm, mettant en scène Ken Wahl, et tourné en 1996 par ABC, reprend le personnage de Vince Terranova, et le scénario de la série comme si la quatrième saison n'avait jamais existé. Vinnie, après avoir passé plusieurs années aux écoutes téléphoniques (en punition d'avoir été la dupe d'Aiuppo), doit infiltrer la mafia de Paul Calendar (Ted Levine).
Bien que les critiques furent bonnes, l'audience ne fut pas un succès. Le projet de relancer la série fut alors abandonné pour plusieurs raisons :
- les problèmes de dos et de cou de Ken Wahl, récurrents ;
- la concurrence de NBC, qui diffusait à l'époque Seinfeld et Friends.

## Récompenses
- 1990 :
  - Golden Globe du meilleur acteur dans une série télévisée dramatique : Ken Wahl
  - Prix Edgar-Allan-Poe du meilleur épisode de série télévisée : Virus informatique (White Noise, saison 2)

## DVD
- États-Unis : 67 épisodes sont sortis dans un coffret de 13 DVD intitulé Wiseguy The Collector's Edition le 9 mars 2010 chez Mill Creek Entertainment. L'arc sur Dead Dog Records (Soit un total de sept épisodes) n'est pas présent pour des questions de droits d'auteurs concernant les musiques et chansons apparaissant dans le matériel filmé. Il s'agit d'une édition Zone 1 NTSC[2].